# 曲り
曲り（まがり）は、岡山県真庭市にある大字。郵便番号は717-0731。

## 地理
真庭市北西部（旧勝山町域）に位置し、市内清谷、古呂々尾中、延風、美甘の他、京見山を挟んで新見市大佐上刑部に接する。

## 歴史

### 地名の由来
地形にちなんで曲りと付けられたが、「曲り」では面白くないということで元禄3年（1690年）夏に満加利に改められた。現在は「曲り」の表記を用いている。

### 年表
- 1889年（明治22年）6月1日 - 真島郡古呂々尾中村、下岩村、清谷村、高田山上村、野村、曲り村、若代畝村が合併したことで富山村の一部となる[3]。
- 1902年（明治35年）4月 -  富山村が真庭郡井原村と合併して富原村の一部となる[3]。
- 1955年（昭和30年）4月 - 富原村が真庭郡勝山町、月田村と合併し勝山町の一部となる[3]。
- 2005年（平成16年）3月31日 - 勝山町が周辺町村と合併したことで真庭市の一部となる[4]。

## 小・中学校の学区
町立小・中学校に通う場合、学区は以下の通りとなる。
|      | 小学校             | 中学校             |
| ---- | ------------------ | ------------------ |
| 曲り | 真庭市立富原小学校 | 真庭市立勝山中学校 |